# Micrommata aljibica
Micrommata aljibica is een spinnensoort in de taxonomische indeling van de jachtkrabspinnen (Sparassidae).
Het dier behoort tot het geslacht Micrommata. De wetenschappelijke naam van de soort werd voor het eerst geldig gepubliceerd in 2004 door Urones.